# Макаровка (Иванковский район)
Мака́ровка (укр. Макарівка) — село, входит в Иванковский район Киевской области Украины.
Население по переписи 2001 года составляло 445 человек. Почтовый индекс — 07251. Телефонный код — 4591. Занимает площадь 1,7 км². Код КОАТУУ — 3222082101.

## Местный совет
07251, Київська обл., Іванківський р-н, с. Макарівка